# 台中市公車88路
台中市公車88路目前行駛自國安社區（宜寧中學）到麗園公園，由中鹿客運營運。

## 歷史
- 2022年6月22日：通車「台中榮總 ─ 麗園公園」。[1]
- 2023年12月1日：原為四方客運的路線，但因財務問題而委由中鹿客運代駛。
- 2024年2月16日：由中鹿客運接駛。[2]
- 2024年7月15日：調整發車時刻。[3]
- 2025年2月27日：將既有「經貿三中平路口」(雙向)公車招呼站往東遷移約140至150公尺左右處，並於經貿三路二段(近經貿路)新增「經貿三經貿路口」(雙向)公車招呼站。[4]

## 路線基本資料
全程行車里數約19.7公里。往麗園公園共66站，往宜寧中學共67站。
自國安社區(宜寧中學)起，沿東大路一段、臺灣大道四段、福林路、西屯路三段、黎明路三段、經貿路、經貿三路二段、后庄北路、后庄路、松竹路三段、松竹路二段、興安路二段、興安路一段、文心路四段、北屯路、太原路三段、景賢六路、景賢路、軍功路一段、軍福十三路、和順路、景賢路、祥順路二段、太原路三段、廍子路到麗園公園。

### 時刻表
- 時刻表僅供參考，請以中鹿客運網站公告為準。
- 時刻表更新時間為2024年7月15日。

| 台中市公車88路平/假日時刻列表 | 台中市公車88路平/假日時刻列表 | 台中市公車88路平/假日時刻列表 | 台中市公車88路平/假日時刻列表 |
| ----------------------------- | ----------------------------- | ----------------------------- | ----------------------------- |
| 國安社區（宜寧中學）開時刻    | 國安社區（宜寧中學）開備註    | 麗園公園開時刻                | 麗園公園開備註                |
| 06:40                         | -                             | 05:30                         | -                             |
| 08:00                         | -                             | 06:30                         | -                             |
| 10:00                         | -                             | 08:30                         | -                             |
| 11:00                         | -                             | 09:30                         | -                             |
| 13:50                         | -                             | 12:30                         | -                             |
| 14:50                         | -                             | 13:30                         | -                             |
| 16:45                         | -                             | 15:10                         | -                             |
| 18:00                         | -                             | 16:20                         | -                             |

### 收費
- 依里程計費；使用電子票證10公里免費。
- 里程計費說明：
  - 基本里程：10公里。
  - 基本里程票價全票20元、半票11元。
- 超過基本里程（10公里）計費方式：
  - 全票=[2.431 x 搭乘里程數x （1+5%營業稅）] （四捨五入）
  - 半票=[2.431 x 搭乘里程數x （1+5%營業稅）] x 50% （四捨五入）
  - 兒童、老人、身心障礙者及其陪伴者依規定半票收費。

### 停站
- 參見右側站牌路線圖。
- 站牌更新時間為2025年3月9日。

## 外部連結
- 臺中市公車動態資訊 （页面存档备份，存于）
- 台中市公車88路線圖 （页面存档备份，存于）